# Моноплакофори
Моноплакофори или Моноплакофора (Monoplacophora) е малък клас дълбоководни мекотели, които до 1952 г. са били известни единствено по изкопаемите фосили от камбрий, силур и девон и са приемани за изчезнали.

## Откритие на съвременните представители
На 6 май 1952 г. при датска експедиция на подводницата „Галатея“ са взети проби от дъното на океана около централноамериканското крайбрежие. Така са открити няколко мекотели от класа, с размери едва около 2 cm, които са причислени към вида Neopilina galatheae. Това се случило в близост до тихоокеанското крайбрежие на Коста Рика на дълбочина 3950 m. Това събитие е описвано като най-драматичното в историята на малакологията откритие, сравнявано с откритието на друг жив фосил – латимерията.

## Разпространение
Днес представителите са открити на дълбочина от 170 до 6500 m в Тихи, Атлантически и Индийски океани, включително и около Антарктида. Срещат се на дъното на водоемите върху твърд или мек субстрат.

## Анатомия
Сред съвременните мекотели моноплакофорите са приемани за едни от най-примитивните представители на типа. Те притежават архаични черти, като обширна целомна празнина, метамерен строеж на някои от органните системи и примитивна нервна система.
Тялото отгоре изцяло е покрито от тънка овална, калпакоподобна или плоскоспирална (при изкопаемите) раковина със спирална извивка насочена напред, която ги отличава от коремоногите. При много от съвременните видове раковината е тънка и полупрозрачна с развит периостракум.
Кракът е подвижен и закръглен, разположен от долната част на тялото. Главата е слабо изразена от тялото. Липсват очи. На главата се намира уста, пред и зад която се намират дълбоки гънки. В края на задните се намират пипала, покрити с реснички, които вероятно участват в насочването на храната към устата. Притежават радула. В глътката се изливат каналите на големи слюнни жлези, а хранопровода притежава специфични джобове. В стомаха се намира т.нар. „кристално стъбло“. Хепатопанкреасът е чифтен. Червата завършва с анален отвор зад крака. Хранят се със субстрат от дъното.
При моноплакофорите е добре изразена метамерността на органите. Мантийната празнина съдържа от три до шест чифта хриле. Бъбреците са също от три до шест чифта, а половите жлези от два до четири. Мускулите на крака са до осем. Сърцето е съставено от чифт предсърдия и чифт камери. Нервната система е представена от надлъжни нервни кордони. Моноплакофорите са разделнополови като само някои от видовете като Micropilina arntzi са хермафродитни.